# Liste des épisodes de Monk

Cette page présente la liste des épisodes de la série télévisée Monk.

## Panorama des saisons
| Saison | Saison | Épisodes | Diffusion       | Diffusion       | Date de sortie en DVD | Date de sortie en DVD | Date de sortie en DVD |
| Saison | Saison | Épisodes | Début de saison | Fin de saison   | États-Unis            | France                | Disques               |
| ------ | ------ | -------- | --------------- | --------------- | --------------------- | --------------------- | --------------------- |
|        | 1      | 13       | 12 juillet 2002 | 18 octobre 2002 | 15 juin 2004          | 27 décembre 2004      | 4                     |
|        | 2      | 16       | 20 juin 2003    | 5 mars 2004     | 11 janvier 2005       | 18 juillet 2005       | 4                     |
|        | 3      | 16       | 18 juin 2004    | 4 mars 2005     | 5 juillet 2005        | 27 février 2006       | 4                     |
|        | 4      | 16       | 8 juillet 2005  | 17 mars 2006    | 27 juin 2006          | 18 septembre 2006     | 4                     |
|        | 5      | 16       | 7 juillet 2006  | 2 mars 2007     | 26 juin 2007          | 17 septembre 2007     | 4                     |
|        | 6      | 16       | 13 juillet 2007 | 22 février 2008 | 8 juillet 2008        | 8 septembre 2008      | 4                     |
|        | 7      | 16       | 18 juillet 2008 | 20 février 2009 | 21 juillet 2009       | 23 août 2010          | 4                     |
|        | 8      | 16       | 7 août 2009     | 4 décembre 2009 | 16 mars 2010          | 9 mai 2011            | 4                     |

## Liste des épisodes

### Saison 1 (2002-2003)
| №  | #  | Titre français                    | Titre original                        | 1re diffusion     |
| -- | -- | --------------------------------- | ------------------------------------- | ----------------- |
| 1  | 1  | Monk reprend l'enquête - Partie 1 | Mr. Monk and the Candidate (Part One) | 12 juillet 2002   |
| 2  | 2  | Monk reprend l'enquête - Partie 2 | Mr. Monk and the Candidate (Part Two) | 12 juillet 2002   |
| 3  | 3  | Monk n'est pas dupe               | Mr. Monk and the Psychic              | 19 juillet 2002   |
| 4  | 4  | Monk a un adversaire de taille    | Mr. Monk Meets Dale the Whale         | 26 juillet 2002   |
| 5  | 5  | Monk va à la fête foraine         | Mr. Monk Goes to the Carnival         | 2 août 2002       |
| 6  | 6  | Monk est en observation           | Mr. Monk Goes to the Asylum           | 9 août 2002       |
| 7  | 7  | Monk et le braqueur milliardaire  | Mr. Monk and the Billionaire Mugger   | 16 août 2002      |
| 8  | 8  | Monk tombe sous le charme         | Mr. Monk and the Other Woman          | 23 août 2002      |
| 9  | 9  | Monk court contre la montre       | Mr. Monk and the Marathon Man         | 13 septembre 2002 |
| 10 | 10 | Monk part en vacances             | Mr. Monk Takes a Vacation             | 20 septembre 2002 |
| 11 | 11 | Monk et le tremblement de terre   | Mr. Monk and the Earthquake           | 4 octobre 2002    |
| 12 | 12 | Monk est dans l'impasse           | Mr. Monk and the Red-Headed Stranger  | 11 octobre 2002   |
| 13 | 13 | Monk prend l'avion                | Mr. Monk and the Airplane             | 18 octobre 2002   |

### Saison 2 (2003-2004)
| №  | #  | Titre français                 | Titre original                      | 1re diffusion   |
| -- | -- | ------------------------------ | ----------------------------------- | --------------- |
| 14 | 1  | Monk retourne à l'école        | Mr. Monk Goes Back to School        | 20 juin 2003    |
| 15 | 2  | Monk part à Mexico             | Mr. Monk Goes to Mexico             | 27 juin 2003    |
| 16 | 3  | Monk joue les arbitres         | Mr. Monk Goes to the Ballgame       | 11 juillet 2003 |
| 17 | 4  | Monk va au cirque              | Mr. Monk Goes to the Circus         | 18 juillet 2003 |
| 18 | 5  | Monk et le centenaire          | Mr. Monk and the Very, Very Old Man | 25 juillet 2003 |
| 19 | 6  | Monk va au théâtre             | Mr. Monk Goes to the Theater        | 1 août 2003     |
| 20 | 7  | Monk face au tueur endormi     | Mr. Monk and the Sleeping Suspect   | 8 août 2003     |
| 21 | 8  | Monk et le play-boy            | Mr. Monk Meets the Playboy          | 15 août 2003    |
| 22 | 9  | Monk et le douzième homme      | Mr. Monk and the 12th Man           | 22 août 2003    |
| 23 | 10 | Monk et le livreur de journaux | Mr. Monk and the Paperboy           | 16 janvier 2004 |
| 24 | 11 | Monk et les trois tartes       | Mr. Monk and the Three Pies         | 23 janvier 2004 |
| 25 | 12 | Monk fait du cinéma            | Mr. Monk and the TV Star            | 30 janvier 2004 |
| 26 | 13 | Monk cherche mamie             | Mr. Monk and the Missing Granny     | 6 février 2004  |
| 27 | 14 | Monk et la femme du capitaine  | Mr. Monk and the Captain's Wife     | 13 février 2004 |
| 28 | 15 | Monk et madame                 | Mr. Monk Gets Married               | 27 février 2004 |
| 29 | 16 | Monk va en prison              | Mr. Monk Goes to Jail               | 5 mars 2004     |

### Saison 3 (2004-2005)
| №  | #  | Titre français               | Titre original                         | 1re diffusion   |
| -- | -- | ---------------------------- | -------------------------------------- | --------------- |
| 30 | 1  | Monk va à New York           | Mr. Monk takes Manhattan               | 18 juin 2004    |
| 31 | 2  | Monk et le chimpanzé         | Mr. Monk and the Panic Room            | 25 juin 2004    |
| 32 | 3  | Monk dans le noir            | Mr. Monk and the Blackout              | 9 juillet 2004  |
| 33 | 4  | Monk est renvoyé             | Mr. Monk Gets Fired                    | 16 juillet 2004 |
| 34 | 5  | Monk rencontre le parrain    | Mr. Monk Meets the Godfather           | 23 juillet 2004 |
| 35 | 6  | Sharona perd la tête         | Mr. Monk and the Girl Who Cried Wolf   | 30 juillet 2004 |
| 36 | 7  | Monk et l'employée du mois   | Mr. Monk and the Employee of the Month | 2 août 2004     |
| 37 | 8  | Monk passe à la télé         | Mr. Monk and the Game Show             | 13 août 2004    |
| 38 | 9  | Monk pète les plombs         | Mr. Monk Takes His Medicine            | 20 août 2004    |
| 39 | 10 | Monk cherche une remplaçante | Mr. Monk and the Red Herring           | 21 janvier 2005 |
| 40 | 11 | Monk et le mort vivant       | Mr. Monk vs. the Cobra                 | 28 janvier 2005 |
| 41 | 12 | Monk se cache                | Mr. Monk Gets Cabin Fever              | 4 février 2005  |
| 42 | 13 | Monk dans les bouchons       | Mr. Monk Gets Stuck in Traffic         | 11 février 2005 |
| 43 | 14 | Monk se pique au jeu         | Mr. Monk Goes to Vegas                 | 18 février 2005 |
| 44 | 15 | Monk en campagne             | Mr. Monk and the Election              | 25 février 2005 |
| 45 | 16 | Monk papa poule              | Mr. Monk and the Kid                   | 4 mars 2005     |

### Saison 4 (2005-2006)
| №  | #  | Titre français               | Titre original                      | 1re diffusion   |
| -- | -- | ---------------------------- | ----------------------------------- | --------------- |
| 46 | 1  | Monk a un rival              | Mr. Monk and the Other Detective    | 8 juillet 2005  |
| 47 | 2  | Monk rentre à la maison      | Mr. Monk Goes Home Again            | 8 juillet 2005  |
| 48 | 3  | Monk est enrhumé             | Mr. Monk Stays in Bed               | 15 juillet 2005 |
| 49 | 4  | Monk et ses collègues        | Mr. Monk Goes to the Office         | 29 juillet 2005 |
| 50 | 5  | Monk ne marche pas droit     | Mr. Monk Gets Drunk                 | 5 août 2005     |
| 51 | 6  | Monk et sa femme             | Mr. Monk and Mrs. Monk              | 12 août 2005    |
| 52 | 7  | Monk va à la noce            | Mr. Monk Goes to a Wedding          | 19 août 2005    |
| 53 | 8  | Monk et le petit Monk        | Mr. Monk and the little Monk        | 26 août 2005    |
| 54 | 9  | Monk et le cadeau empoisonné | Mr. Monk and the Secret Santa       | 2 décembre 2005 |
| 55 | 10 | Monk fait la mode            | Mr. Monk Goes to a Fashion Show     | 13 janvier 2006 |
| 56 | 11 | Monk oublie tout             | Mr. Monk Bumps His Head             | 20 janvier 2006 |
| 57 | 12 | Monk et le mari trompé       | Mr. Monk and the Captain's Marriage | 27 janvier 2006 |
| 58 | 13 | Monk dans la course          | Mr. Monk and the Big Reward         | 3 février 2006  |
| 59 | 14 | Monk et l'astronaute         | Mr. Monk and the Astronaut          | 3 mars 2006     |
| 60 | 15 | Monk va chez le dentiste     | Mr. Monk Goes to the Dentist        | 10 mars 2006    |
| 61 | 16 | Monk est juré                | Mr. Monk Gets Jury Duty             | 17 mars 2006    |

### Saison 5 (2006-2007)
| №  | #  | Titre français             | Titre original                           | 1re diffusion    |
| -- | -- | -------------------------- | ---------------------------------------- | ---------------- |
| 62 | 1  | Monk et son double         | Mr. Monk and the Actor                   | 7 juillet 2006   |
| 63 | 2  | Monk sous les ordures      | Mr. Monk and the Garbage Strike          | 14 juillet 2006  |
| 64 | 3  | Monk marque un point       | Mr. Monk and the Big Game                | 21 juillet 2006  |
| 65 | 4  | Monk à tâtons              | Mr. Monk Can't See a Thing               | 28 juillet 2006  |
| 66 | 5  | Monk à son compte          | Mr. Monk, Private Eye                    | 4 août 2006      |
| 67 | 6  | Monk 25 ans après          | Mr. Monk and the Class Reunion           | 11 août 2006     |
| 68 | 7  | Monk change de psy         | Mr. Monk Gets a New Shrink               | 18 août 2006     |
| 69 | 8  | Monk est rock'n'roll       | Mr. Monk Goes to a Rock Concert          | 25 août 2006     |
| 70 | 9  | Monk prend la route        | Mr. Monk Meets His Dad                   | 17 novembre 2006 |
| 71 | 10 | Monk et le lépreux         | Mr. Monk and the Leper                   | 22 décembre 2006 |
| 72 | 11 | Monk a un ami              | Mr. Monk Makes a Friend                  | 19 janvier 2007  |
| 73 | 12 | Monk à votre service       | Mr. Monk is at Your Service              | 26 janvier 2007  |
| 74 | 13 | Monk fait des blagues      | Mr. Monk Is on the Air                   | 2 février 2007   |
| 75 | 14 | Monk va à la ferme         | Mr. Monk Visits a Farm                   | 9 février 2007   |
| 76 | 15 | Monk et les hommes en noir | Mr. Monk and the Really, Really Dead Guy | 23 février 2007  |
| 77 | 16 | Monk aux urgences          | Mr. Monk Goes to the Hospital            | 2 mars 2007      |

### Saison 6 (2007-2008)
| №  | #  | Titre français                          | Titre original                      | 1re diffusion     |
| -- | -- | --------------------------------------- | ----------------------------------- | ----------------- |
| 78 | 1  | Monk et sa plus grande fan              | Mr. Monk and His Biggest Fan        | 13 juillet 2007   |
| 79 | 2  | Monk n'ose pas dire non                 | Mr. Monk and the Rapper             | 20 juillet 2007   |
| 80 | 3  | Monk chez les nudistes                  | Mr. Monk and the Naked Man          | 27 juillet 2007   |
| 81 | 4  | Monk, briseur de ménage ?               | Mr. Monk and the Bad Girlfriend     | 3 août 2007       |
| 82 | 5  | Monk joue les papas                     | Mr. Monk and the Birds and the Bees | 10 août 2007      |
| 83 | 6  | Monk part à la chasse au trésor         | Mr. Monk and the Buried Treasure    | 17 août 2007      |
| 84 | 7  | Monk et "Frisco Fly"                    | Mr. Monk and the Daredevil          | 24 août 2007      |
| 85 | 8  | Monk a commis une erreur ?              | Mr. Monk and the Wrong Man          | 7 septembre 2007  |
| 86 | 9  | Monk ne ferme plus l'œil                | Mr. Monk Stays Up All Night         | 14 septembre 2007 |
| 87 | 10 | Monk a tué le Père Noël !               | Mr. Monk and the Man Who Shot Santa | 7 décembre 2007   |
| 88 | 11 | Monk a un gourou                        | Mr. Monk Joins a Cult               | 11 janvier 2008   |
| 89 | 12 | Monk joue les vigiles                   | Mr. Monk Goes to the Bank           | 18 janvier 2008   |
| 90 | 13 | Monk et le tueur de Julie               | Mr. Monk and the Three Julies       | 25 janvier 2008   |
| 91 | 14 | Monk fait du grand art !                | Mr. Monk Paints His Masterpiece     | 1er février 2008  |
| 92 | 15 | Monk en cavale - Partie 1               | Mr. Monk Is On The Run (Part One)   | 15 février 2008   |
| 93 | 16 | Monk est... Leland Rodriguez - Partie 2 | Mr. Monk Is On The Run (Part Two)   | 22 février 2008   |

### Saison 7 (2008-2009)
| №   | #  | Titre français                  | Titre original                  | 1re diffusion     |
| --- | -- | ------------------------------- | ------------------------------- | ----------------- |
| 94  | 1  | Monk déménage                   | Mr. Monk Buys a House           | 18 juillet 2008   |
| 95  | 2  | Monk joue aux échecs            | Mr. Monk and the Genius         | 25 juillet 2008   |
| 96  | 3  | Monk et les bons numéros        | Mr. Monk Gets Lotto Fever       | 1er août 2008     |
| 97  | 4  | Monk sur le ring                | Mr. Monk Takes a Punch          | 8 août 2008       |
| 98  | 5  | Monk boit la tasse              | Mr. Monk is Underwater          | 15 août 2008      |
| 99  | 6  | Monk tombe amoureux             | Mr. Monk Falls in Love          | 22 août 2008      |
| 100 | 7  | La 100e enquête de Monk         | Mr. Monk's 100th Case           | 5 septembre 2008  |
| 101 | 8  | Monk retombe en enfance         | Mr. Monk Gets Hypnotized        | 12 septembre 2008 |
| 102 | 9  | Monk et la fontaine miraculeuse | Mr. Monk and the Miracle        | 28 novembre 2008  |
| 103 | 10 | Monk et demi-Monk               | Mr. Monk's Other Brother        | 9 janvier 2009    |
| 104 | 11 | Monk sur les chapeaux de roues  | Mr. Monk On Wheels              | 16 janvier 2009   |
| 105 | 12 | Monk et sa nouvelle amie        | Mr. Monk and the Lady Next Door | 23 janvier 2009   |
| 106 | 13 | Monk va au stade                | Mr. Monk Makes the Playoffs     | 30 janvier 2009   |
| 107 | 14 | Monk et son ennemi d'enfance    | Mr. Monk and the Bully          | 6 février 2009    |
| 108 | 15 | Abracadamonk                    | Mr. Monk and the Magician       | 13 février 2009   |
| 109 | 16 | Monk fait de la résistance      | Mr. Monk Fights City Hall       | 20 février 2009   |

### Saison 8 (2009)
| №   | #  | Titre français                       | Titre original                  | 1re diffusion     |
| --- | -- | ------------------------------------ | ------------------------------- | ----------------- |
| 110 | 1  | Monk et sa série préférée            | Mr. Monk's Favorite Show        | 7 août 2009       |
| 111 | 2  | Monk et l'homme qui venait d'Afrique | Mr. Monk and the Foreign Man    | 14 août 2009      |
| 112 | 3  | Monk téléphone maison !              | Mr. Monk and the UFO            | 21 août 2009      |
| 113 | 4  | Un tueur nommé Monk, Monk est un dur | Mr. Monk Is Someone Else        | 28 août 2009      |
| 114 | 5  | Monk à la barre                      | Mr. Monk Takes the Stand        | 11 septembre 2009 |
| 115 | 6  | Monk et le critique                  | Mr. Monk and the Critic         | 18 septembre 2009 |
| 116 | 7  | Monk joue à la poupée                | Mr. Monk and the Voodoo Curse   | 25 septembre 2009 |
| 117 | 8  | La nouvelle thérapie de Monk         | Mr. Monk Goes to Group Therapy  | 9 octobre 2009    |
| 118 | 9  | Joyeux anniversaire, Monk            | Happy Birthday, Mr. Monk        | 16 octobre 2009   |
| 119 | 10 | Monk et Sharona                      | Mr. Monk and Sharona            | 23 octobre 2009   |
| 120 | 11 | Monk a du chien                      | Mr. Monk and the Dog            | 30 octobre 2009   |
| 121 | 12 | Monk fait du camping                 | Mr. Monk Goes Camping           | 6 novembre 2009   |
| 122 | 13 | Monk, le meilleur des témoins        | Mr. Monk Is the Best Man        | 13 novembre 2009  |
| 123 | 14 | Monk reprend du service              | Mr. Monk and the Badge          | 20 novembre 2009  |
| 124 | 15 | Monk s'en va - Partie 1              | Mr. Monk and the End (Part One) | 27 novembre 2009  |
| 125 | 16 | Monk s'en va - Partie 2              | Mr. Monk and the End (Part Two) | 4 décembre 2009   |